# Evangelische Kirche (Grebenhain)

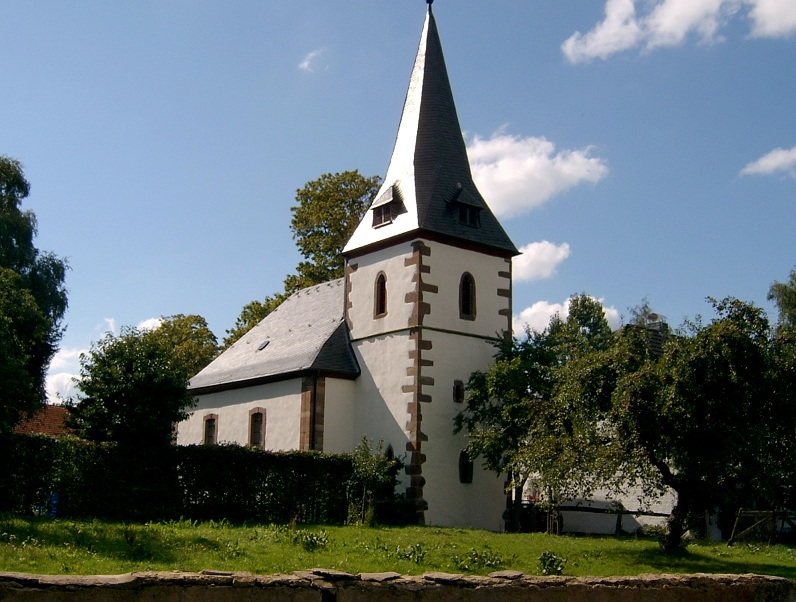
Die Kirche von Osten

Die Evangelische Kirche in Grebenhain ist eine spätgotisch-spätbarocke Saalkirche im gleichnamigen Ortsteil der Gemeinde Grebenhain im Vogelsbergkreis in Hessen. Der Turm der Kirche datiert noch in die Zeit der Spätgotik zurück, während das jetzige Kirchenschiff im Jahr 1784 erbaut wurde. Die Kirche ist eine Filialkirche des Kirchspiels Crainfeld im Dekanat Vogelsberg der Evangelischen Kirche in Hessen und Nassau (EKHN).

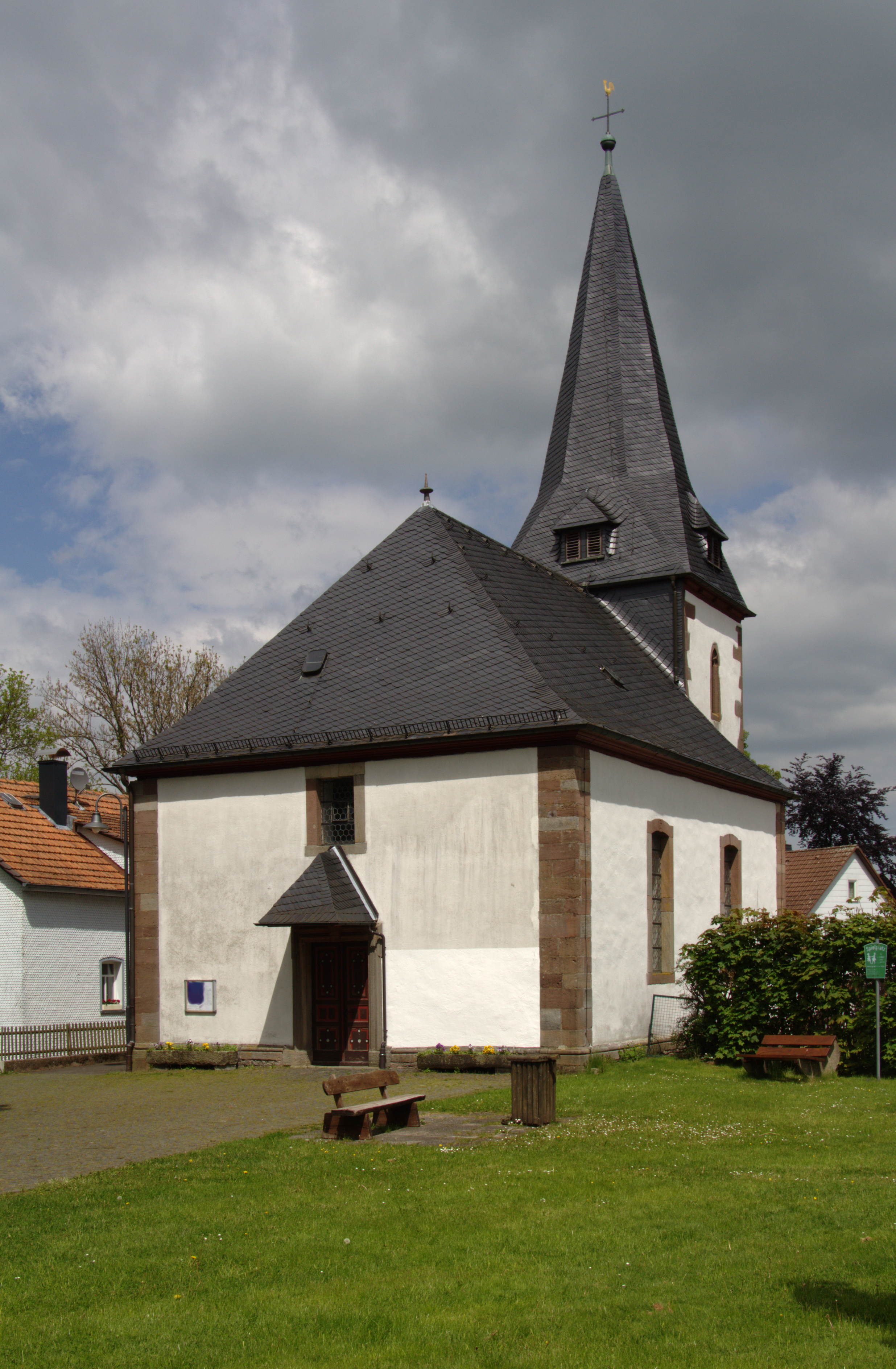
Die Kirche von Westen

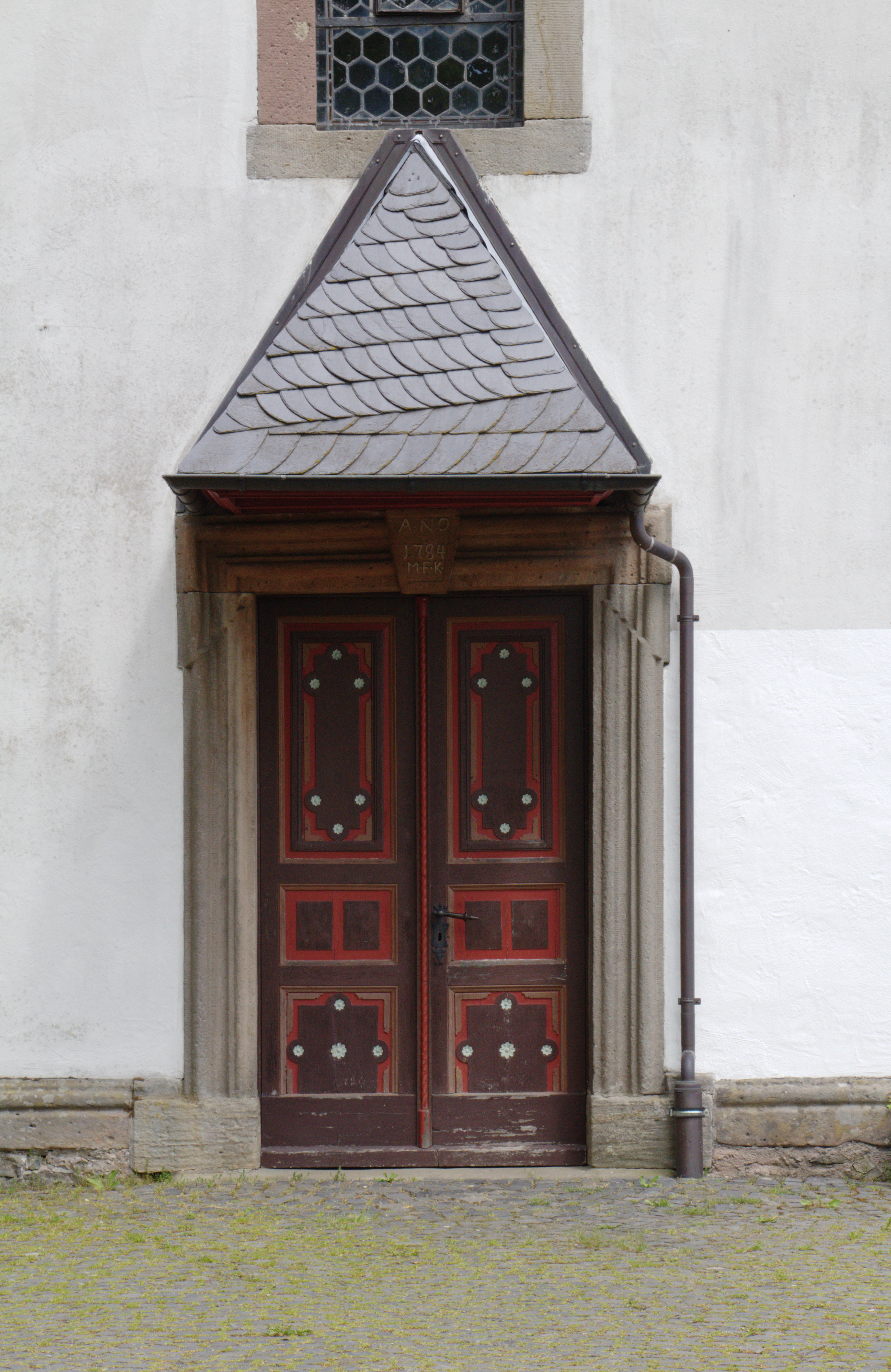
Das Eingangsportal

## Geschichte
Der Chorturm wurde in der Zeit der Spätgotik errichtet und ist damit das mit Abstand älteste Bauwerk in Grebenhain. Der Ort gehörte von Beginn an zu der 1011 von Erzbischof Erkanbald von Mainz gegründeten Pfarrei Crainfeld. 1527 wurde in dem Kirchspiel die Reformation eingeführt. Im Bericht einer Visitation im Jahr 1628 wurde die Kirche als verfallen bezeichnet, danach aber wieder repariert. Die Baupflicht an der Kirche oblag schon im 17. Jahrhundert nicht dem Kirchenkasten, sondern der bürgerlichen Gemeinde Grebenhain.
Während des Dreißigjährigen Krieges wurde Grebenhain am 1. Juli 1646, dem fünften Sonntag nach Trinitatis, fast völlig zerstört. Die damals durch Wassergräben und Erdwälle befestigte Ortschaft wurde von schwedischen Soldaten erstürmt, geplündert und in Brand gesteckt. Auch die Kirche, in welche sich ein Teil der Einwohner geflüchtet hatte, wurde ein Raub der Flammen. Von den 45 Hofreiten des Dorfes waren 42 zerstört. Noch im gleichen Jahr wurde mit dem Wiederaufbau der Kirche begonnen.
1784 wurde das baufällige Kirchenschiff abgebrochen und an gleicher Stelle neu errichtet. Eine größere Renovierung der Kirche fand genau hundert Jahre später, im Jahr 1884, statt.

## Architektur
Der Standort der Kirche befindet sich am Südrand des alten Ortskerns von Grebenhain unmittelbar an dem historischen Tanzplatz, der in der Vergangenheit oft fälschlich als Gerichtsplatz gedeutet worden ist. Tatsächlich befand sich der Sitz des Gerichts mit dem Gerichtsplatz, wie auch der Mutterkirche, im benachbarten Crainfeld.
Die Grebenhainer Kirche zeigt deutlich zwei Bauabschnitte verschiedener Zeitepochen. Der spätgotische Chorturm weist spitzbogige Fenster, im Obergeschoss etwas größer mit Maßwerk, auf. Der verschieferte Turmhelm wurde im Jahr 1646, beim Wiederaufbau nach der Zerstörung des Gotteshauses im Dreißigjährigen Krieg, aufgesetzt. Er geht im oberen Teil von einer viereckigen in eine achteckige Form über.
Das rechteckige Kirchenschiff mit seinem schiefergedeckten Walmdach schließt westlich an den Chorturm an. Es wurde im Jahr 1784 anstelle eines baufälligen Vorgängerbaus errichtet. Es weist an der Nord- und Südseite je zwei rechteckige Fenster mit abschließendem Segmentbogen auf. Die Kirche ist bis auf die Eckquaderungen und die Gewände der Fenster, die aus rotem Sandstein bestehen, verputzt.

## Ausstattung
Der Innenraum des Kirchenschiffs ist über Vouten flach gedeckt. An der Nord-, West- und Ostwand befinden sich hölzerne Emporen mit bemalten Brüstungen. Die Ostempore befindet sich hoch über Chorbogen. Der Chorraum im Turm schließt mit einer Flachdecke aus Holz ohne ein Gewölbe ab. Hier steht auch der gemauerte Altar. Vor der Pfarrerloge an der Südwand befindet sich die mit Engelsköpfen, gedrehten Ecksäulen und Muschelnischen reich verzierte Kanzel. Sie ruht auf einer Holzsäule mit korinthischem Kapitell.
In der Kirche befindet sich auch eine wohl noch im 19. Jahrhundert entstandene Erinnerungstafel für die örtlichen Teilnehmer an den Kämpfen während der Revolution 1848, des Deutschen Krieges (1866) und des Deutsch-Französischen Krieges (1870–1871). Aus der Zeit nach 1945 stammt eine weitere Tafel zur Erinnerung an die Gefallenen der beiden Weltkriege.